# NBA All-Star Weekend 2023
L'NBA All-Star Weekend 2023 si è tenuto alla Vivint Arena, casa degli Utah Jazz, dal 17 al 19 febbraio 2023. L'ultima volta che Salt Lake City aveva ospitato un All-Star Game è stato 30 anni prima, nel 1993, quando si tenne presso il Delta Center.
La manifestazione è stata caratterizzata da vari eventi cestistici e si è conclusa con il 72° All-Star Game della NBA. Jayson Tatum, MVP dell'All-Star Game, è diventato il giocatore a segnare più punti nella storia dell'evento con 55.

## Celebrity Game
L'NBA All-Star Celebrity Game, sponsorizzato da Ruffles, è stato il primo evento di venerdì 17 febbraio 2022 ed è stato giocato al Jon M. Huntsman Center di Salt Lake City, Utah. I capitani per il 2023 erano entrambi legati agli Utah Jazz: Ryan Smith come proprietario e Dwyane Wade come socio di minoranza.
| Giocatore                                     |                        |
| --------------------------------------------- | ---------------------- |
| Kane Brown (3)                                | Cantante               |
| Cordae                                        | Rapper                 |
| Diamond DeShields                             | Giocatrice WNBA        |
| Calvin Johnson                                | Ex giocatore della NFL |
| Marcos Mion                                   | Conduttore televisivo  |
| The Miz                                       | Wrestler               |
| Albert Pujols                                 | Ex giocatore della MLB |
| Everett Osborn                                | Attore                 |
| Ozuna                                         | Cantante               |
| Guillermo Rodriguez                           | Personaggio televisivo |
| Sinqua Walls                                  | Attore                 |
| Capitano: Ryan Smith (Proprietario Utah Jazz) |                        |
| Allenatore: Lisa Leslie (Leggenda della WNBA) |                        |

| Giocatore                                         |                       |
| ------------------------------------------------- | --------------------- |
| Nicky Jam                                         | Cantante              |
| Jesser                                            | Youtuber              |
| Simu Liu                                          | Attore                |
| Hasan Minhaj                                      | Comico                |
| D.K. Metcalf                                      | Giocatore della NFL   |
| Janelle Monáe                                     | Attrice e cantante    |
| Arike Ogunbowale                                  | Giocatrice della WNBA |
| 21 Savage                                         | Rapper                |
| Ranveer Singh (2)                                 | Attore                |
| Frances Tiafoe                                    | Tennista              |
| Alex Toussaint (2)                                | Atleta                |
| Capitano: Dwyane Wade (Leggenda della NBA)        |                       |
| Allenatore: Giannīs Antetokounmpo (Giocatore NBA) |                       |

| Salt Lake City 17 febbraio 2023, ore 19.00 ET                        | Team Ryan  | 78 – 81               | Team Dwyane | Jon M. Huntsman Center |
| \| \| \| \| \| Lisa Leslie \| Allenatori \| Giannis Antetokounmpo \| |            |                       |             |                        |
|                                                                      |            |                       |             |                        |
| Lisa Leslie                                                          | Allenatori | Giannis Antetokounmpo |             |                        |

## Rising Stars Challenge
Il secondo evento del venerdì è la Rising Stars Challenge, una sfida tra quattro squadre miste di rookies, sophomores e prospetti della NBA G League, lega di sviluppo della NBA.
| Ruolo                 | Naz.                   | Giocatore          | Squadra          | R/S/P     |
| --------------------- | ---------------------- | ------------------ | ---------------- | --------- |
| PG                    | Stati Uniti (bandiera) | Jose Alvarado      | N.O. Pelicans    | Sophomore |
| AG                    | Stati Uniti (bandiera) | Paolo Banchero     | Orlando Magic    | Rookie    |
| AG                    | Stati Uniti (bandiera) | Scottie Barnes     | Toronto Raptors  | Sophomore |
| GA                    | Stati Uniti (bandiera) | Jaden Ivey         | Detroit Pistons  | Rookie    |
| GA                    | Canada (bandiera)      | Bennedict Mathurin | Indiana Pacers   | Rookie    |
| AG                    | Stati Uniti (bandiera) | Keegan Murray      | Sacramento Kings | Rookie    |
| GA                    | Stati Uniti (bandiera) | Andrew Nembhard    | Indiana Pacers   | Rookie    |
| Allenatore: Pau Gasol |                        |                    |                  |           |

| Ruolo                      | Naz.                   | Giocatore      | Squadra         | R/S/P     |
| -------------------------- | ---------------------- | -------------- | --------------- | --------- |
| PG                         | Stati Uniti (bandiera) | Jalen Green    | Houston Rockets | Sophomore |
| AP                         | Stati Uniti (bandiera) | A.J. Griffin   | Atlanta Hawks   | Rookie    |
| PG                         | Stati Uniti (bandiera) | Bones Hyland   | Denver Nuggets  | Sophomore |
| C                          | Stati Uniti (bandiera) | Walker Kessler | Utah Jazz       | Rookie    |
| AP                         | Stati Uniti (bandiera) | Trey Murphy    | N.O. Pelicans   | Sophomore |
| C                          | Turchia (bandiera)     | Alperen Şengün | Houston Rockets | Sophomore |
| AP                         | Germania (bandiera)    | Franz Wagner   | Orlando Magic   | Sophomore |
| PG                         | Stati Uniti (bandiera) | Ayo Dosunmu    | Chicago Bulls   | Sophomore |
| Allenatore: Deron Williams |                        |                |                 |           |

| Ruolo                   | Naz.                   | Giocatore      | Squadra             | R/S/P     |
| ----------------------- | ---------------------- | -------------- | ------------------- | --------- |
| AG                      | Stati Uniti (bandiera) | Jalen Duren    | Detroit Pistons     | Rookie    |
| PG                      | Australia (bandiera)   | Josh Giddey    | Oklahoma Thunder    | Sophomore |
| GA                      | Stati Uniti (bandiera) | Quentin Grimes | N.Y. Knicks         | Sophomore |
| AG                      | Stati Uniti (bandiera) | Evan Mobley    | Cleveland Cavaliers | Sophomore |
| AG                      | Stati Uniti (bandiera) | Jabari Smith   | Houston Rockets     | Rookie    |
| AG                      | Polonia (bandiera)     | Jeremy Sochan  | San Antonio Spurs   | Rookie    |
| GA                      | Stati Uniti (bandiera) | Jalen Williams | Oklahoma Thunder    | Rookie    |
| AG                      | Stati Uniti (bandiera) | Tari Eason     | Houston Rockets     | Rookie    |
| Allenatore: Joakim Noah |                        |                |                     |           |

| Ruolo                   | Naz.                     | Giocatore       | Squadra            | R/S/P     |
| ----------------------- | ------------------------ | --------------- | ------------------ | --------- |
| PG                      | Francia (bandiera)       | Sidy Cissoko    | G League Ignite    | Prospetto |
| PG                      | Stati Uniti (bandiera)   | Scoot Henderson | G League Ignite    | Prospetto |
| GA                      | Nuova Zelanda (bandiera) | Mojave King     | G League Ignite    | Prospetto |
| AG                      | Stati Uniti (bandiera)   | Kenneth Lofton  | Memphis Hustle     | Rookie    |
| PG                      | Stati Uniti (bandiera)   | Mac McClung     | Philadelphia 76ers | Sophomore |
| AP                      | Canada (bandiera)        | Leonard Miller  | G League Ignite    | Prospetto |
| PG                      | Stati Uniti (bandiera)   | Scotty Pippen   | South Bay Lakers   | Rookie    |
| Allenatore: Jason Terry |                          |                 |                    |           |

|  | Semifinali  | Semifinali  | Semifinali |            |          | Finale   | Finale | Finale |  |
|  |             |             |            |            |          |          |        |        |  |
|  | Team Pau    | Team Pau    | 40         |            |          |          |        |        |  |
|  | Team Pau    | Team Pau    | 40         |            |          |          |        |        |  |
|  | Team Deron  | Team Deron  | 25         |            |          |          |        |        |  |
|  | Team Deron  | Team Deron  | 25         |            | Team Pau | Team Pau | 25     |        |  |
|  |             |             |            |            | Team Pau | Team Pau | 25     |        |  |
|  |             |             | Team Jason | Team Jason | 20       |          |        |        |  |
|  | Team Joakim | Team Joakim | Team Jason | Team Jason | 20       | 40       |        |        |  |
|  | Team Joakim | Team Joakim |            |            |          |          |        |        |  |
|  | Team Jason  | Team Jason  | 32         |            |          |          |        |        |  |

## Skills Challenge
La Skills Challenge, sponsorizzata da Kia, si è tenuta sabato 18 febbraio. Il formato della sfida riprende quello nuovo introdotto nel 2022, ovvero tre squadre composte da tre giocatori ciascuna che si affrontano in sfide di abilità. A differenza dell'edizione precedente le sfide sono tre invece che quattro. Anche quest'anno le tre squadre erano quella dei rookies, quella della franchigia che ospita l'evento (in questo caso Utah Jazz) e quella dei fratelli Antetokounmpo. Team Jazz ha vinto la sfida, analogamente a quanto successo l'anno prima con Team Cavs.
Le squadre erano composte da:
- Team Rooks: Paolo Banchero (Orlando Magic), Jabari Smith (Houston Rockets) e Jaden Ivey (Detroit Pistons)
- Team Jazz: Jordan Clarkson, Walker Kessler e Collin Sexton (Utah Jazz)
- Team Antetokounmpos: Alex Antetokounmpo (Wisconsin Herd), Giannīs Antetokounmpo [8] e Thanasīs Antetokounmpo (Milwaukee Bucks)

Le tre prove sono state (in ordine):
- Esercizi di abilità: in questo esercizio, tutti dovranno completare cinque esercizi: passaggio dalla linea di fondo verso un bersaglio in movimento, palleggiare per tutto il campo evitando tre ostacoli, andare a canestro da sotto, segnare un tiro da tre dall'angolo contro un difensore "automatico" e andare dall'altra parte del campo per chiudere l'esercizio con un canestro;
- Passaggio: i componenti della squadra parteciperanno insieme: ogni terzetto avrà 30 secondi a disposizione per completare passaggi di diversa tipologia in base alla distanza e al bersaglio da colpire. Un giocatore non potrà fare due passeggi consecutivi verso lo stesso bersaglio - che avranno ognuno un grado di difficoltà e dunque un punteggio diverso (2, 4 o 6 punti). La squadra che raccoglierà più punti conquisterà 100 Challenge Points;
- Tiro: tutti e tre i componenti della squadra parteciperanno, uno al tiro e gli altri due a rimbalzo. Ogni giocatore avrà 30 secondi a disposizione per fare canestro da 5 punti diversi del campo diversi (non si potrà tentare la stessa conclusione due volte dalla stessa posizione in caso di errore). Ogni posizione di tiro avrà un valore diverso in base alla distanza (da 1 a 5 punti): alla fine della prova verrà sommato il punteggio totale della squadra;

## Three Point Contest
Il Three Point Contest, sponsorizzato da Mountain Dew, si è tenuto sabato 18 febbraio 2023 alla Vivint Arena di Salt Lake City, Utah.
| Ruolo | Giocatore         | Squadra             | Altezza | Peso | Primo round | Ultimo round |
| ----- | ----------------- | ------------------- | ------- | ---- | ----------- | ------------ |
| P     | Damian Lillard    | Portland T. Blazers | 188     | 88   | 26          | 26           |
| G     | Buddy Hield       | Indiana Pacers      | 193     | 100  | 23          | 25           |
| P     | Tyrese Haliburton | Indiana Pacers      | 196     | 84   | 31          | 17           |
| AP    | Lauri Markkanen   | Utah Jazz           | 213     | 109  | 20          | DNQ          |
| G     | Jayson Tatum      | Boston Celtics      | 203     | 95   | 20          | DNQ          |
| G     | Tyler Herro       | Miami Heat          | 196     | 88   | 18          | DNQ          |
| AG    | Julius Randle     | N.Y. Knicks         | 206     | 113  | 13          | DNQ          |
| G     | Kevin Huerter     | Sacramento Kings    | 201     | 86   | 8           | DNQ          |

## Slam Dunk Contest
Lo Slam Dunk Contest, sponsorizzato da AT&T, si è tenuto sabato 18 febbraio 2023 alla Vivint Arena di Salt Lake City, Utah.
| Ruolo | Giocatore         | Squadra            | Altezza | Peso | Primo round      | Ultimo round   |
| ----- | ----------------- | ------------------ | ------- | ---- | ---------------- | -------------- |
| P     | Mac McClung       | Philadelphia 76ers | 188     | 84   | 99,8 (50+49,8)   | 100 (50+50)    |
| AP    | Trey Murphy       | N.O. Pelicans      | 206     | 93   | 96 (46,6+49,4)   | 98 (48,8+49,2) |
| AG    | Jericho Sims      | N.Y. Knicks        | 208     | 111  | 95,4 (47,6+47,8) | DNQ            |
| AP    | Kenyon Martin Jr. | Houston Rockets    | 201     | 98   | 93,2 (46+47,2)   | DNQ            |

## All-Star Game

### Allenatori
Per i due team, sono stati scelti gli allenatori delle squadre con il miglior record per Conference. Michael Malone, allenatore dei Denver Nuggets (squadra con il miglior record della Western Conference), è stato scelto per allenare il Team LeBron. Per il Team Giannis, invece, è stato scelto Joe Mazzulla, coach dei Boston Celtics, squadra con il miglior record della Eastern Conference.

### Squadre
Come nelle edizioni precedenti, i giocatori dell'All-Star Game sono stati scelti tramite votazione da parte dei fan, dei media e anche dei giocatori NBA. I fan, che hanno potuto votare tramite il sito dell'NBA o tramite il loro account Google, hanno inciso per il 50%, mentre il voto dei media e dei giocatori ha inciso per il restante 50%, diviso in parti uguali. Le due guardie e i tre frontcourts che hanno ottenuto il maggiori numero di voti complessivi sono stati inseriti nel quintetto di partenza, mentre i due giocatori con il maggior numero di voti totali (uno per Conference), sono stati nominati capitani delle due squadre. Gli allenatori NBA hanno invece votato per le riserve della rispettiva conference, non potendo però votare giocatori della propria squadra. Ogni allenatore ha potuto scegliere due guardie, tre frontocourts e due wild cards; in caso di scelta di un giocatore che può giocare in più posizioni, gli allenatori sono incoraggiati a scegliere la posizione del giocatore stesso in cui potrebbe essere "più vantaggioso per il team All-Star", indipendentemente dal ruolo indicato nella scheda All-Star o nel ruolo indicato nei tabellini delle partite.
I quintetti base sono stati svelati il 26 gennaio 2023. Kyrie Irving dei Brooklyn Nets e Donovan Mitchell dei Cleveland Cavaliers sono stati annunciati come guardie titolari della Eastern Conference, rispettivamente alla loro ottava e quarta partecipazione all'All-Star Game. Jayson Tatum dei Boston Celtics, Kevin Durant dei Brooklyn Nets e Giannīs Antetokounmpo formeranno invece il frontcourt della Eastern Conference, rispettivamente alla loro quarta, tredicesima e settima partecipazione. Dopo essere stati annunciati come All-Star della Eastern Conference, Kyrie Irving e Kevin Durant sono stati ceduti rispettivamente a Dallas Mavericks e Phoenix Suns, entrambe squadre della Western Conference.
Stephen Curry dei Golden State Warriors e Luka Dončić dei Dallas Mavericks sono stati annunciati come guardie titolari della Western Conference, guadagnandosi così la loro nona e quarta chiamata. Insieme a loro LeBron James dei Los Angeles Lakers, Zion Williamson dei New Orleans Pelicans e Nikola Jokić dei Denver Nuggets, rispettivamente alla loro diciannovesima, seconda e quinta partecipazione. Con 19 selezioni LeBron James ha raggiunto Kareem Abdul-Jabbar come giocatore con più partecipazioni all'All-Star Game.
- In corsivo i due giocatori con il maggior numero di voti per conference.

| Ruolo          | Giocatore             | Squadra                        | N° di partecipazioni |
| Quintetto base | Quintetto base        | Quintetto base                 | Quintetto base       |
| -------------- | --------------------- | ------------------------------ | -------------------- |
| G              | Kyrie Irving          | Brooklyn Nets Dallas Mavericks | 8                    |
| G              | Donovan Mitchell      | Cleveland Cavaliers            | 4                    |
| A              | Giannīs Antetokounmpo | Milwaukee Bucks                | 7                    |
| A              | Kevin Durant          | Brooklyn Nets Phoenix Suns     | 13                   |
| A              | Jayson Tatum          | Boston Celtics                 | 4                    |
| Riserve        |                       |                                |                      |
| G              | Jaylen Brown          | Boston Celtics                 | 2                    |
| G              | DeMar DeRozan         | Chicago Bulls                  | 6                    |
| G              | Tyrese Haliburton     | Indiana Pacers                 | 1                    |
| G              | Jrue Holiday          | Milwaukee Bucks                | 2                    |
| A              | Julius Randle         | N.Y. Knicks                    | 2                    |
| C              | Bam Adebayo           | Miami Heat                     | 2                    |
| C              | Joel Embiid           | Philadelphia 76ers             | 6                    |
| A              | Pascal Siakam         | Toronto Raptors                | 2                    |

| Ruolo          | Giocatore               | Squadra             | N° di partecipazioni |
| Quintetto base | Quintetto base          | Quintetto base      | Quintetto base       |
| -------------- | ----------------------- | ------------------- | -------------------- |
| G              | Stephen Curry           | G.S. Warriors       | 9                    |
| G              | Luka Dončić             | Dallas Mavericks    | 4                    |
| C              | Nikola Jokić            | Denver Nuggets      | 5                    |
| A              | LeBron James            | L.A. Lakers         | 19                   |
| A              | Zion Williamson         | N.O. Pelicans       | 2                    |
| Riserve        |                         |                     |                      |
| G              | Shai Gilgeous-Alexander | Oklahoma Thunder    | 1                    |
| G              | Damian Lillard          | Portland T. Blazers | 7                    |
| G              | Ja Morant               | Memphis Grizzlies   | 2                    |
| A              | Paul George             | L.A. Clippers       | 8                    |
| A              | Jaren Jackson Jr.       | Memphis Grizzlies   | 1                    |
| A              | Lauri Markkanen         | Utah Jazz           | 1                    |
| C              | Domantas Sabonis        | Sacramento Kings    | 3                    |
| G              | Anthony Edwards         | Minnesota T'wolves  | 1                    |
| G              | De'Aaron Fox            | Sacramento Kings    | 1                    |

### Draft
il draft per la scelta dei giocatori si è tenuto il 19 febbraio 2023. Per la prima volta si è svolto subito prima della partita. LeBron James e Giannīs Antetokounmpo sono stati nominati capitani poiché entrambi hanno ricevuto il maggior numero di voti rispettivamente ad Ovest e ad Est. I primi otto giocatori ad essere scelti sono i titolari. I successivi 14 giocatori (sette per ogni Conference) sono stati scelti dagli allenatori NBA. Antetokounmpo è stato il primo a scegliere la riserva. James è stato il primo a scegliere il titolare in quanto ha ottenuto il maggior numero di voti in assoluto tra le due Conference. Il commissario NBA Adam Silver selezionerà i sostituti per qualsiasi giocatore impossibilitato a partecipare all'All-Star Game, scegliendo un giocatore della stessa Conference del giocatore sostituito. Se il giocatore sostituito è uno dei cinque titolari, l'allenatore della squadra sceglierà chi schierare nel quintetto base.
| Scelta | Giocatore               | Squadra |
| ------ | ----------------------- | ------- |
| 1      | Damian Lillard          | Giannis |
| 2      | Anthony Edwards         | LeBron  |
| 3      | Jrue Holiday            | Giannis |
| 4      | Jaylen Brown            | LeBron  |
| 5      | Shai Gilgeous-Alexander | Giannis |
| 6      | Paul George             | Lebron  |
| 7      | DeMar DeRozan           | Giannis |
| 8      | Tyrese Haliburton       | LeBron  |
| 9      | Pascal Siakam           | Giannis |
| 10     | Julius Randle           | LeBron  |
| 11     | Bam Adebayo             | Giannis |
| 12     | De'Aaron Fox            | LeBron  |
| 13     | Domantas Sabonis        | Giannis |
| 14     | Jaren Jackson Jr.       | LeBron  |

| Scelta | Giocatore        | Squadra |
| ------ | ---------------- | ------- |
| 1      | Joel Embiid      | LeBron  |
| 2      | Jayson Tatum     | Giannis |
| 3      | Kyrie Irving     | LeBron  |
| 4      | Ja Morant        | Giannis |
| 5      | Luka Dončić      | LeBron  |
| 6      | Donovan Mitchell | Giannis |
| 7      | Nikola Jokić     | LeBron  |
| 8      | Lauri Markkanen  | Giannis |

### Formazione
| Ruolo                                        | Giocatore         | Squadra            |
| Quintetto base                               | Quintetto base    | Quintetto base     |
| -------------------------------------------- | ----------------- | ------------------ |
| A                                            | LeBron James      | L.A. Lakers        |
| A                                            | Nikola Jokić      | Denver Nuggets     |
| C                                            | Joel Embiid       | Philadelphia 76ers |
| G                                            | Kyrie Irving      | Dallas Mavericks   |
| G                                            | Luka Dončić       | Dallas Mavericks   |
| Riserve                                      |                   |                    |
| G                                            | Anthony Edwards   | Minnesota T'wolves |
| G                                            | Jaylen Brown      | Boston Celtics     |
| A                                            | Paul George       | L.A. Clippers      |
| G                                            | Tyrese Haliburton | Indiana Pacers     |
| A                                            | Julius Randle     | N.Y. Knicks        |
| G                                            | De'Aaron Fox      | Sacramento Kings   |
| A                                            | Jaren Jackson Jr. | Memphis Grizzlies  |
| Allenatore: Michael Malone ( Denver Nuggets) |                   |                    |

| Ruolo                                      | Giocatore               | Squadra             |                |
| Quintetto base                             | Quintetto base          | Quintetto base      | Quintetto base |
| ------------------------------------------ | ----------------------- | ------------------- | -------------- |
| A                                          | Giannīs Antetokounmpo   | Milwaukee Bucks     |                |
| A                                          | Lauri Markkanen         | Utah Jazz           |                |
| G                                          | Donovan Mitchell        | Cleveland Cavaliers |                |
| G                                          | Ja Morant               | Memphis Grizzlies   |                |
| A                                          | Jayson Tatum            | Boston Celtics      |                |
| Riserve                                    |                         |                     |                |
| G                                          | Damian Lillard          | Portland T. Blazers |                |
| G                                          | Jrue Holiday            | Milwaukee Bucks     |                |
| G                                          | Shai Gilgeous-Alexander | Oklahoma Thunder    |                |
| G                                          | DeMar DeRozan           | Chicago Bulls       |                |
| A                                          | Pascal Siakam           | Toronto Raptors     |                |
| C                                          | Bam Adebayo             | Miami Heat          |                |
| C                                          | Domantas Sabonis        | Sacramento Kings    |                |
| Allenatore: Joe Mazzulla ( Boston Celtics) |                         |                     |                |

### Partita
| Arbitri: | John Goble Mark Lindsay Michael Smith |

|                              |            |                                 |
| Brown 35 Irving 32 Embiid 32 | Punti      | 55 Tatum 40 Mitchell 26 Lillard |
| Irving 15                    | Assist     | 10 Mitchell                     |
| Brown 14                     | Rimbalzi   | 10 Tatum                        |
| Michael Malone               | Allenatori | Joe Mazzulla                    |